# Gunnar Sundman
Gunnar Isidor Sundman, född 15 april 1893, död 20 juli 1946, var en svensk simmare tävlande för SStockholms KK. Han tävlade i Olympiska sommarspelen 1912  100 m ryggsim. Där gick till semifinal via 1.31,2 i försöksheat. I semifinalen den 10 juli kom Han 5:a på 1.35,0. 
Sundman immigrerade senare till USA där han fortsatte simma. Han deltog i  första världskriget. Därefter arbetade han som ingenjör åt California Highway Department.